# Silver Jubilee Bridge
Die Silver Jubilee Bridge, örtlich auch einfach Runcorn Bridge genannte Straßenbrücke führt die A533 über den River Mersey und den neben ihm verlaufenden Manchester Ship Canal in der englischen Unitary Authority Borough of Halton zwischen der Orten Runcorn und Widnes. Sie steht an der Runcorn Gap genannten Engstelle des Flusses etwa 30 m östlich der Runcorn Railway Bridge, der letzten Brücke vor der Mündung des River Mersey in die Irische See.

## Geschichte
Die damals Runcorn–Widnes Bridge genannte stählerne Bogenbrücke wurde von Mott, Hay and Anderson geplant und zwischen 1956 und 1961 von Dorman Long (Überbau) und Leonhard Fairclough (Unterbau und Gründung) erbaut. Sie löste die Schwebefähre Runcorn ab, die seit 1905 den Straßenverkehr über den Fluss und den Kanal beförderte.
Die Brücke war für 9.000 Fahrzeuge pro Tag konzipiert worden, aber schon bei ihrer Eröffnung zählte man 11.500 Fahrzeuge. Sie hatte eine Fahrspur in jeder Richtung mit einer einzelnen Überholspur in der Mitte sowie beidseits einen 1,8 m breiten Gehweg.
In den Jahren 1975 bis 1977 wurde sie überholt und dem auf 40.000 Fahrzeuge pro Tag gestiegenen Verkehr angepasst. Auf dem Fahrbahnträger wurden vier enge Fahrspuren angeordnet. Für die Fußgänger wurde ein 1,75 m breiter Gehweg auf Konsolen an der östlichen Außenseite montiert. Zur Feier des Silbernen Thronjubiläum von Elisabeth II. wurde der Name der Brücke geändert in Silver Jubilee Bridge.
2004 und 2009 erfolgten weitere Unterhaltungsmaßnahmen. 2017 wurde sie für Reparaturarbeiten geschlossen, da einige Kilometer flussaufwärts die Mersey Gateway Bridge eröffnet wurde, um den auf 80.000 Fahrzeuge pro Tag zu bewältigen. Anfang 2021 wurde sie wieder eröffnet. Da sie dann vor allem dem lokalen Verkehr dienen wird, soll sie zwei breitere Fahrspuren und einen Rad- sowie einen Gehweg innerhalb der Bogenträger erhalten.

## Beschreibung
Die Flussbrücke ist eine 482 m lange und 16 m breite, stählerne, genietete Fachwerk-Stabbogenbrücke mit einer Stützweite von 330 m. Die Fachwerkkonstruktion der zweigelenkigen Bögen reicht über die beiden je 76 m langen Seitenöffnungen hinaus und bildet mit ihnen einen Durchlaufträger. Der Fahrbahnträger ist mit 2 × 24 Hängern im Abstand von 12 m an den Bögen angehängt, die einige Meter unter ihm auf Gelenken lagern, die eine Längsausdehnung der Brücke zulassen.
Die beiden, insgesamt 522 m langen und im Grundriss gebogenen Rampenbrücken sind Stahlbeton-Plattenbalkenbrücken, die auf mittig angeordneten Pfeiler mit mächtigen Traversen ruhen.
Die Brücke steht seit 1988 als Grade-II*-Bauwerk unter Denkmalschutz.